# Franjo Bučar
Franjo Bučar (1866. november 21. – 1946. december 26.) horvát író, irodalomtörténész és sportaktivista. Általános vélekedés szerint a horvát sport és olimpiai mozgalom atyja.

## Életpályája
Bučar Zágrábban született a szlovén Jožef Bučar és a horvát Franjice Mikšić gyermekeként. Tanulmányait Zágrábban, Bécsben és Stockholmban végezte. A horvát irodalom tanulmányozásán dolgozott, és a skandináv irodalomról is írt. Jelentős sportíró volt, sokféle sportág kézikönyvét írta. A horvátországi sportélet népszerűsítője és kezdeményezője volt: labdarúgás, torna, korcsolyázás, alpesi síelés, jégkorong, és több egyéb sportág alapjainak lerakásánál bábáskodott.
Részt vett számos klub és szakmai szövetség létrehozásában, nagy mennyiségű levélgyűjteményt hagyott az európai kultúra és sport főbb alakjaira és több ezer kötetből álló könyvtárat hozott létre. Nemzeti és nemzetközi díjakat kapott munkássága elismeréséért. 1914-ben Bučart választották a Horvát Sportszövetség első elnökévé, amelyet 1909-ben ő maga alapított.
A Jugoszláv Olimpiai Bizottság alapítója és elnöke, aki kezdetben Zágrábban dolgozott, 1920-tól haláláig. 1920-ban tagja volt a Nemzetközi Olimpiai Bizottságnak.

## Emlékezete
1991-ben a nevét viselő állami sportdíjat hoztak létre hazájában, amelyet minden évben a kiemelkedő teljesítményt nyújtó sportolók, csapatok vagy sportszemélyiségek és szervezetek képviselői vehetnek át.
Zágrábban sport- és irodalomszakos gimnázium viseli a nevét.

## Válogatott művei
- Viktor Rudolf: Gimnastika i igre u pučkoj školi (Gymnastik und Spiele in der Grundschule), Zágráb, 1909
- Povijest hrvatske protestanske književnosti za reformacije (Geschichte der kroatischen protestantischen Literatur der Reformation), Zágráb, 1910
- Vježbe u tlu (Übungen am Boden), Zágráb, 1917
- Igre za društva i škole (Spiele für die Gesellschaft und Schule), Zágráb, 1925
- Povijest Hrvatskog Sokola – Matice u Zagrebu: 1874–1885 (Die Geschichte der kroatischen Sokol – Nüsse in Zagreb: 1874–1885), Zagreb, 1925
- Bibliografija hrvatske protestantske književnosti za reformacije (Bibliographie der kroatischen protestantischen Literatur der Reformation), von Franjo Bučar und Francis Fancev, Zágráb, 1938
- Uzajamni književni rad Hrvata i Bugara (Gegenseitige literarische Arbeit von Kroaten und Bulgaren). Hrvatska revija, Nr. 10, 1942
- O hrvatskoj protestantskoj tiskari u Njemačkoj u XVI. stoljeću (Über kroatische protestantische Druckerei in Deutschland im 16. Jahrhundert), Zágráb, 1943